# سایانی گوپتا
سایانی گوپتا (به انگلیسی: Sayani Gupta) (زاده ۹ اکتبر ۱۹۸۵) بازیگر هندی است.
از فیلم‌هایی که وی در آن نقش داشته‌است می‌توان به طرفدار اشاره کرد.

## فیلم‌شناسی
فهرست برخی از فیلم‌هایی که سایانی گوپتا در آنها به ایفای نقش پرداخته‌است:
- طرفدار
- جاگا جاسوس
- جولی ال‌ال‌بی ۲
- بارها نگاه کن
- مارگاریتا با نی
- ماده ۱۵
- پارچد